# Parastasia melanocephala
Parastasia melanocephala är en skalbaggsart som beskrevs av Hermann Burmeister 1844. Parastasia melanocephala ingår i släktet Parastasia och familjen Rutelidae. Inga underarter finns listade i Catalogue of Life.